# Filioque
Filioque či spor o filioque je označení křesťanského teologické sporu ohledně dogmatu o trojjedinečnosti Boží (Svaté trojici), který se rozvinul v 8. století a  nakonec v 11. století vedl k Velkému schizmatu, které církevní společenství definitivně rozdělilo na Západní a Východní církev. Spor o filioque měl však i politický rozměr v mocenském zápase mezi papežským primátem a Byzancí.
Podstatou sporu bylo, zda Duch svatý pochází jen z Boha Otce (východní církev), nebo z Boha Otce i Božího Syna, tj. i z Ježíše Krista (západní církev). Součástí západní verze latinského textu nicejsko-konstantinopolského vyznání víry (kréda) bylo proto slovo Fīliōque znamenající „i Syna“ (tvar slova filius, „syn“ s příklonkou -que ve funkci spojky „a“ nebo „i“). Východní církev v tomto místě kréda Syna vynechávala a uváděla ἐκ μόνου τοῦ Πατρός ek monú tú Patros, „pouze z Otce“ (byzantský ritus užíval jako církevní jazyk řečtinu).
Kontext této formule latinsky zní: …(Credo) et in Spiritum Sanctum, Dominum et Vivificantem, qui ex Patre (Filioque) procedit, qui cum Patre et Filio simul adoratur et conglorificatur, qui locutus est per prophetas … 
a česky: … (Věřím) v Ducha svatého, Pána a dárce života, který z Otce (i Syna) vychází, s Otcem i Synem je zároveň uctíván a oslavován a mluvil ústy proroků…

## Historie
Nový zákon přináší poselství, ale nikoli kompletní křesťanské učení. To vytvářeli křesťanští teologové v prvních staletích křesťanství zvaných patristika, podle církevních otců, jak se nazývali nejvýznačnější z nich. Jedna z nejdůležitějších a nejobtížnějších otázek bylo určit, jaká je podstata Ježíše Krista a Ducha svatého, kterého Nový zákon často zmiňuje. Aby se zachovala jednota křesťanství, byly po ediktu milánském (313) konány ekumenické koncily, na kterých se tyto otázky řešily a jejich závěry formulovaly v textu kréda.
Křesťanský svět kolem Středozemního moře byl na konci starověku rozdělen na pět patriárchátů tvořící tzv. pentarchii. V důsledku islámské expanze však v 8. století zůstala pod křesťanskou nadvládou jen oblast severního Středomoří, kde byl římský a konstantinopolský patriarchát. Zatímco římský patriarcha opíral svou prestiž (primát) o nástupnictví svatého Petra, konstantinopolský o prestiž a moc byzantských císařů a Konstantinopole jako Druhého Říma. Mocenské a prestižní postavení papeže se od druhé poloviny 8. století zlepšilo díky podpoře franských Karlovců, vytvoření Papežského státu a obnově římského císařství roku 800 (znovu jako svatá říše římská 962).

### Vznik a význam formule
Formule filioque se týká vycházení Ducha svatého. Podle původního znění nicejsko-konstantinopolského vyznání víry Duch svatý vychází z Otce („… který z Otce vychází…“). V rámci boje proti arianismu, který na křesťanském západě především díky ariánským Gótům přetrvával déle než na Východě a který snižoval význam osoby Syna uvnitř Trojice, se začalo tvrdit, že Duch svatý vychází nejen z Otce, ale i ze Syna. Hlavními prvními exponenty tohoto učení jsou Marius Victorinus († asi 362), který vypracoval teologii Ducha jako vzájemné lásky Otce a Syna, a sv. Hilarius z Poitiers († 367), který dodal, že se jedná i o vzájemný dar těchto dvou božských osob. Velký západní teolog, sv. Augustin († 430) pak tyto dva proudy spojil a tvrdil, že Duch vychází z Otce i Syna, nicméně že Otec je jeho fons principalis (hlavním pramenem, vychází z něj principaliter), a že vychází z Otce a Syna nikoli jako ze dvou pramenů, ale jako z jednoho jediného. Z Otce tedy vychází jako ze svého hlavního pramene, ze Syna pak jako z někoho, kdo má svůj samotný původ opět v Otci.

### Vznik sporu ofilioque
Formuli filioque je možné nalézt v několika západních vyznáních víry (v pseudo-Atanášově či v toledském). Do západní formulace nicejsko-konstantinopolského vyznání se dostala pravděpodobně až v roce 675. Víru ve vycházení (lat. processio) „Ducha i ze Syna“ hájil již sv. Maxim Vyznavač († 662) v listu Marinovi z Kypru.
K velkému střetu s Východem, který tento dodatek k Nicejsko-konstantinopolskému vyznání víry neznal, došlo, když západní mniši v roce 807 zpívali krédo na Olivové hoře. Východní mniši se pohoršili a papež Lev III. tehdy odpověděl, že pravda vyjádřená formulí filioque je sice nepopiratelná, nicméně odmítl její připojení do kréda. Aby své výpovědi dodal vážnosti, umístil nad hrobem sv. Petra dvě desky s krédem, řeckou a latinskou, bez filioque.
Přímo jako římskou či západní herezi označil filioque konstantinopolský patriarcha Fótios († 890) ve svém spise Kniha o mystagogii Ducha svatého.
Kritický okamžik nastal však až v roce 1014, kdy se římské papežství ocitlo v područí německých císařů. Jindřich II. přišel do Říma, dosadil papeže Benedikta VIII. a prosadil krédo tak, jak se recitovalo v jeho soukromé kapli, tedy s filioque. Od té doby se vsuvka filioque v západní církvi prosadila a stala se jedním z hlavních sporných a diskutovaných bodů mezi západní a východní církví.

## Pravoslavné pojetí
Vyznání víry (tzv. symbol víry) s nebo bez filioque vyjadřuje výrazně odlišné učení o Boží Trojici. Západní pojetí je naznačeno výše. Sv. Fótios ze strany křesťanského východu obviňuje západní církev z hereze (což potvrdil i velký sněm (r. 867; 1000 osob), který Fótios svolal, aby posoudil tuto otázku a další novoty zaváděné latiníky), neboť zavádí do Trojice dva principy (počátky), což je v rozporu s tradičním učením Otců, které se dá vyjádřit termínem monopatrismus – neboť a Patri solo (jen z Otce) všechno pochází.
Vycházení Ducha svatého z Otce je doloženo Kristovými slovy v Janově evangeliu (viz o tom Jan 14,16 a 26, hlavně však 15,26). Písmo svaté o vycházení Ducha svatého „i ze Syna“ nikde nic nepraví. Proč o tom Kristus nic neříká? Z pravoslavného hlediska je tedy vsuvka „filioque“ jakýmsi přídavkem k Božímu zjevení, což považuje pravoslavná teologie za nepřípustné.
Niceocařihradský symbol víry sestavili svatí otcové na prvním, Nikajském (v r. 325) a druhém, Konstantinopolském koncilu (381). Všeobecný sněm považují pravoslavní za nejvyšší pozemskou církevní autoritu. Následující sněmy už symbol neměnily, jen potvrzovaly platnost a nedotknutelnost Niceocařihradského symbolu víry a vylučovaly z Církve obecně každého, kdo by se odvážil něco ze symbolu ubírat nebo něco k němu přidávat. Proto je změna v symbolu víry provedená vsuvkou „filioque“ na západě z hlediska pravoslaví nelegální, nelegitimní a uvaluje na ty, kteří se jí odvážili a kdo takový symbol používají, klatbu svatých otců všeobecných sněmů.
Teologicky bylo filioque od sv. Fótia po všechny další doby v pravoslavné církvi sněmovně (v r. 867) vyhlášeno a obecně považováno za velice vážnou triadologickou herezi, neboť podle pravoslavných zavádí nepravdivé učení o svaté Trojici. Pravoslavná triadologie učí, že jediným zdrojem Božství a pramenem obou dalších Osob v Trojici je jediný Otec. Filoque podle názoru pravoslaví zavádí tzv. subordinaci – čili staví Ducha svatého níže než je Syn; zatímco Syn by měl jen jeden počátek a sám byl počátkem jiné Osoby Trojice, tak Duch svatý by měl dva počátky a sám by nebyl počátkem žádné Osoby. Takové učení se příčí učení svatých Otců prvního tisíciletí.
Při jednáních o unii mezi Konstantinopolí a Římem ve Florencii (1439, Florentská unie) byla probírána otázka, jak smířit pravoslavné učení s katolickým právě ohledně rozdílné nauky o Boží Trojici. Byla zkoumána možnost ztotožnit západní učení „filioque“ o Duchu svatém vycházejícím „i ze Syna“ s pravoslavným učením, které někdy říká, že Duch svatý může vycházet i „skrze Syna“ („skrze“ – řecké diá naznačuje, že nic nepřijímá od toho, čím prochází). Při sněmovních debatách, kdy katolická strana vysvětlila svůj věroučný výklad vsuvky filioque, se někteří pravoslavní přesvědčili o nesmiřitelnosti těchto dvou věroučných pohledů. Svatí Otcové, jejichž texty byly známy pravoslavným, zmiňující vycházení „Ducha skrze Syna“ měli dle kontextu na mysli nikoliv, že by Syn byl pramenem Osoby Ducha (tj. nikoliv vycházení hypostatické; hypostase = osoba), ale že Syn může posílat Ducha, který však hypostaticky vychází jen z Otce; čili ve smyslu posílání může Duch svatý vycházet i od Syna. Naopak katolíci na sněmu podle pravoslavných prokázali, že oni chápou filioque přesně v tom smyslu, který považují pravoslavní za heretický, čili jako dva počátky. Na sněmu v argumentaci za pravoslavné vynikl zvláště sv. Marek Efezský (Eugenikos), který o tom napsal argumentaci zvanou „sylogické kapitoly“.
Učení o „filioque“ vedlo z pohledu pravoslavných k tomu, že se v katolickém učení prosadila subordinace Ducha svatého, což vedlo k prudkému poklesu úcty ke svatému Duchu v katolické církvi v druhém tisíciletí. Pravoslaví vnímají tento proces v souvislosti se vzrůstajícími ambicemi římského papeže, který jakoby v západní církvi začal zaujímat místo a atributy náležející v církvi Duchu svatému (např. neomylnost, jednotící princip apod.)
Z hlediska pravoslavné věrouky není možné žádné sjednocení s římskokatolickou církví, dokud tam nebude „filioque“ jednoznačně odmítnuto a odsouzeno jako blud.
Otázkou je, zda je legitimní měnit text kréda, jak jej stanovil Chalkedonský koncil (451), který toto vyznání potvrdil. Efezský koncil (431) jasně říká, že není možné krédo jakkoli měnit, něco přidávat či ubírat. Není však jasné, čeho přesně se tento zákaz týká, otázka přípustnosti navíc nevypovídá nic o pravověrnosti či mylnosti této vsuvky.
Jestliže kánony svatých sněmů zakazují Niceocařihradský symbol víry jakkoliv měnit, něco přidávat či ubírat, pak je jasné, že se to týká čehokoliv, co by někdo chtěl ze Symbolu ubrat nebo k němu přidat. A tedy i filioque.
Nedotknutelnost Symbolu stanovuje mj. 1. kánon šestého všeobecného sněmu, který je dlouhého rozsahu, a proto je níže vybráno pouze to, co se týká Niceocařihradského symbolu:
…Boží milostí stanovíme: Jest nutno zachovávati víru nedotčenou novotářstvím a změnami, odevzdanou nám od svědků a služebníků Slova, Bohem vyvolených apoštolů; dále pak od třistaosmnácti svatých a blažených otců, shromážděných v Nicei při císaři našem Konstantinovi (tj. I. všeobecný sněm, r. 325 v Nicei), ve věci bezectného Aria a jím vymyšleného pohanského jinobožství, vhodněji řečeno mnohobožství, kteří jednotou víry zjevili nám jednotu podstaty v třech osobách Boží bytosti a vysvětlili, nedopustivše, aby to bylo skryto pod kbelcem nevědomosti, nýbrž jasně naučivše věřící klaněti se jednou úctou Otci i Synu i svatému Duchu, vyvrátili a rozmetali lživé učení o nestejných stupních Božstva a zbořili a povalili dětinské stavby, budované z písku bludaři proti pravoslavnosti. Také při velikém Theodosiji, císaři našem, stopadesáti sv. otci v tomto sídelním městě shromážděnými (tj. II. všeobecný sněm, r. 381 v Cařihradě – Konstantinopoli) vyhlášené vyznání víry zachováváme, bohovědné výroky o sv. Duchu přijímáme, kdežto bezectného Macedonia společně s dřívějšími nepřáteli pravdy zavrhujeme, neboť se směle odvážil pokládati Pána za služebníka a chtěl unáhleně přetnouti jednotu nepřetrhnutelnou, takže by nebylo dokonáno tajemství naší naděje. … Krátce řečeno ustanovujeme, aby víra všech mužů, kteří se v Církvi oslavili a byli světly ve světě, držíce slovo života, byla pevně zachovávána a zůstala do konce věků nezvratitelnou, společně s jejich spisy a dogmaty od Boha předanými. Zamítáme a proklínáme všechny, kdož od nich byli zamítnuti a prokleti, jako nepřátele pravdy, marně skřípějící proti Bohu a usilující nepravdu povýšiti na vrch. Kdokoliv by nezachovával a nepřijal shora řečená dogmata zbožnosti, tak nesmýšlel a nekázal, nýbrž se pokusil jíti proti nim, takový budiž proklet, dle rozhodnutí dříve učiněných od shora jmenovaných svatých a blažených otců, budiž jako cizí vyloučen a vyvržen z řad křesťanských. Neboť jsme zcela rozhodli ve smyslu toho, co dříve bylo usneseno, a žádným způsobem jsme nemohli ani ničeho přidávati ani ubírati.
Další spornou otázkou, v níž je různice mezi katolicismem a pravoslavím (a která ve skutečnosti stojí za všemi spory), je – jestli může papež (či jakákoliv jiná osoba v Církvi) měnit závěry a dogmata všeobecných sněmů či nikoliv, jinými slovy: zdali je nejvyšším pozemským církevním orgánem sněm anebo papež. V římskokatolické církvi se nakonec definitivně prosadil princip, že papež stojí nad sněmem, což je a vždy bude pro pravoslaví zcela nepřijatelné. Pravoslavní dokládají svůj názor, že sněm stojí nad jakýmkoliv biskupem, patriarchou či papežem mnohými příklady průběhů sněmů v prvním tisíciletí, kdy sněmy zcela svobodně nakládaly s výnosy papeže – zavrhovaly je, nebo přijímaly, či opravovaly, přeformulovávaly.
Jako ukázku je možno uvést čtvrtý všeobecný sněm, což byl sněm s nejpočetnějším zastoupením ve starověku, přes 600 biskupů z celého Východu, ze Západu přijeli 3 zástupcové papeže a 2 zástupci afrických biskupů. Papežským legátům bylo přiděleno čestné místo po boku zástupců císaře. „Při rokování o otázkách víry byl přečten Tomos (List Lva Římského) Flaviánovi Cařihradskému. Otcové uvítali tento dokument jako autentické vyjádření pravoslavné christologie. Avšak názor legátů římské stolice, že je potřeba tento dokument, jelikož pochází od papeže, přijmout bez diskuzí jako kánon (pravidlo), byl odmítnutý a Lvův text byl podroben důkladnému studiu a konfrontaci s christologickými díly sv. Cyrila Alexandrijského. Tady je zajímavé, že výhrady k některým větám papežova textu měli nejen východní biskupové, ale i ilyrští, kteří v tom čase jurisdikčně podléhali papežově pravomoci. To dobře ukazuje, že tehdejší církev byla daleko od toho, aby oficiální papežův dokument považovala za neomylný ex cathedra. Naopak, při jeho schvalování a přijímání byl uplatněn v plné míře consensus ecclesiae. Při vší emfatické chvále, kterou Otcové pronesli o papežském Tomosu, měřítkem orthodoxie (tj. pravoslaví) byla jejich vlastní církevní tradice, a ta byla blíže ke sv. Cyrilovi, než ke sv. Lvovi“ (úryvek z Církevních dějin II., Pavel Aleš, prof. ThDr. Pravoslavná bohoslovecká fakulta v Prešově).
Jestli papež měl, či neměl právo doplňovat (čili měnit, upravovat) posvátné znění Symbolu víry, které bylo sestaveno na sněmech a další sněmy pak tento Symbol potvrdily, je otázkou nejen jednoduše disciplinární (to by bylo zploštění tohoto problému), nýbrž v podstatě věroučnou, neboť římskokatolické chápání postavení a úlohy papeže jako Božího náměstka na zemi je věcí týkající se principů víry v Krista a jeho reálné přítomnosti v Církvi.

## Katolické pojetí
Ačkoliv efeský sněm (431), na který se pravoslavní odvolávají, zakázal hlásat, sepsat nebo sestavit jinou víru mimo tu, která byla definována od sv. Otců v Niceji, nikde není zákaz na rozšíření Symbolu přídavkem „Filioque“. Pokud by žádné rozšíření nebylo možné, porušil by už sněm nicejský nejstarší apoštolské symbolum, kdy proti Ariánům přibyl dodatek o soupodstatnosti druhé Božské osoby s Otcem. A sněm cařihradský by taktéž porušil takový zákaz tím, že proti Macedoniánům definoval nauku o Duchu sv. jako třetí božské osobě odlišné od osoby Otce a Syna, ale stejné přirozenosti.
Spor pak může být veden, zda má dekret Efezského koncilu povahu dogmatickou, nebo jen disciplinární.
Pokud by Církev vložením „Filioque“ porušila zjevenou pravdu, byla by tím popřena neomylná autorita Církve, protože by Církev nemohla nikdy odkrývat žádnou další pravdu víry.
Ve Španělsku, Francii a Německu bylo přidáno „Filioque“ do nicejsko-cařihradského vyznání víry již roku 589. To bylo známo i na východě, přesto všeobecné sněmy z roku 680 a 787 to neodsoudily. Proto lze vidět věroučný spor o „Filioque“ jako uměle vyvolaný Fotiem, který si tím chtěl udržet nelegitimní postavení patriarchy Cařihradu.
Velký světec sv. Maxim Vyznavač, uctívaný jak katolíky, tak pravoslavnými, se zúčastnil lateránské synody, konané v r. 649, na které papež Martin použil formulaci, ve které je řečeno, že Duch sv. vychází z Otce i Syna. Toto tvrzení vyvolalo na Východě nepříznivé odezvy. Sv. Maxim Vyznavač však hájil stanovisko, že Filioque není v rozporu s pravověrnou naukou, připouští tvrzení, že Duch sv. vychází z Otce i ze Syna, za předpokladu, že Otec je původcem božství Syna i Ducha sv., což Katolická církev rozhodně nevylučuje, naopak uznává, že Otec je jediným principem božství Syna i Ducha sv. Sv. Maxim sám vyznával, že Duch sv. vychází z Otce skrze Syna, což je odlišné vyjádření stejné skutečnosti. Východní katolické církve velmi často vycházení Ducha sv. vyjadřují právě těmito slovy.
Papež Štěpán V. ve svém dopise Svatoplukovi ohledně sporů mezi sv. Metodějem a jeho odpůrci potvrzuje filioque a vysvětluje legitimitu přídavku do vyznání víry: Neříká se, že se Duch sv. z Otce i Syna od věčnosti rodí, protože to by naznačovalo dva Syny, ani že je od věčnosti rozen, to by naznačovalo dva Otce, ale že vychází. Pokud Ti [Svatoplukovi] bude někdo říkat, že je zakázáno cokoliv dodávat nebo přidávat do Vyznání víry, odpověz jim: Svatá římská církev je strážcem svatých dogmat a také je potvrzuje, protože reprezentuje knížete apoštolů. Nemýlí se v žádném článku víry, vždyť Pán sám řekl: "Šimone, Šimone, Satan si vyžádal, aby vás směl protříbit jako pšenici, ale já jsem za tebe prosil, aby tvoje víra nezanikla. A ty potom až se obrátíš, utvrzuj své bratry" (Lk 22, 31-32). [Římská] církev vedla k pravé víře všechny bloudící církve a utvrzovala kolísající a to ne změnou dogmat, ale jejich vysvětlováním váhajícím nebo chybujícím.